# Hipoteza dochodu relatywnego
Hipoteza dochodu relatywnego − teoria konsumpcji zaproponowana w 1949 roku przez ekonomistę Jamesa S. Duesenberry'ego w pracy Income, Saving and the Theory of Consumer Behavior. 
Zgodnie z tą teorią wielkość wydatków konsumpcyjnych poszczególnych osób (gospodarstw domowych) zależy nie od ich dochodu, lecz od standardu życia w środowisku, w którym przebywają. Zgodnie z teorią hipotezy dochodu relatywnego człowiek wydaje ilość pieniędzy równą ilości, którą wydaje przeciętny przedstawiciel społeczności, w której funkcjonuje.